# Милый друг давно забытых лет…
«Милый друг давно забытых лет…» — художественный фильм Самсона Самсонова 1996 года. Последний фильм режиссёра.

## Сюжет
Фильм снят по мотивам рассказа А. Н. Толстого «Любовь».

Милая экранная композиция по мотивам рассказа А.Толстого «Любовь» и фантазиям из известных российских романов. В фильме неторопливо рассказывается об истории любви скромного провинциального инженера и прекрасной женщины Маши — жены влиятельного чиновника. История заканчивается трагически. Артисты, играя в обстановке начала XX века, сумели воспроизвести не только правду чувств, нигде не пережимая в мелодраматических обстоятельствах, но и точно показать себя в интерьерах и костюмах того времени.— журнал «Вестник»

## В ролях
- Александр Михайлов — Егор Иванович
- Анна Тихонова — Маша
- Вячеслав Тихонов — Фёдор Фёдорович, отец Маши и Зины
- Станислав Говорухин — Михаил Петрович Стоянов, муж Маши
- Людмила Титова — Зина (Зюм)
- Маргарита Радциг-Александрова — Анна Ильинична, жена Егора Ивановича
- Юрий Внуков — Мухин, знакомый Анны Ильиничны
- Николай Прокопович — знакомый Анны Ильиничны
- Елена Антипова — Соня, горничная

## Съёмочная группа
- Автор сценария и режиссёр — Самсон Самсонов
- Оператор — Владимир Фридкин
- Художник — Пётр Киселёв
- Композитор — Евгений Дога

Моя картина сделана с желанием вернуть утраченное кино — скромное, чистое, простое и нежное. Это протест против развязного, крикливого кинематографа. Получилось ли у меня это — другой вопрос. Кино — не копия литературного оригинала, не его буквальный перевод на экран. Но чем более оно приближается к высокой литературе, чем более её отражает, тем более обогащается.— автор сценария и режиссёр Самсон Самсонов

## Награды
Специальный приз СК России ОРКФ «Кинотавр-96» (Сочи), Призы молодёжного жюри (режиссёр С.Самсонов и актриса А.Тихонова, актёры Станислав Говорухин и Александр Михайлов) КФ «Литература и кино-97» (Гатчина).